# Masléon

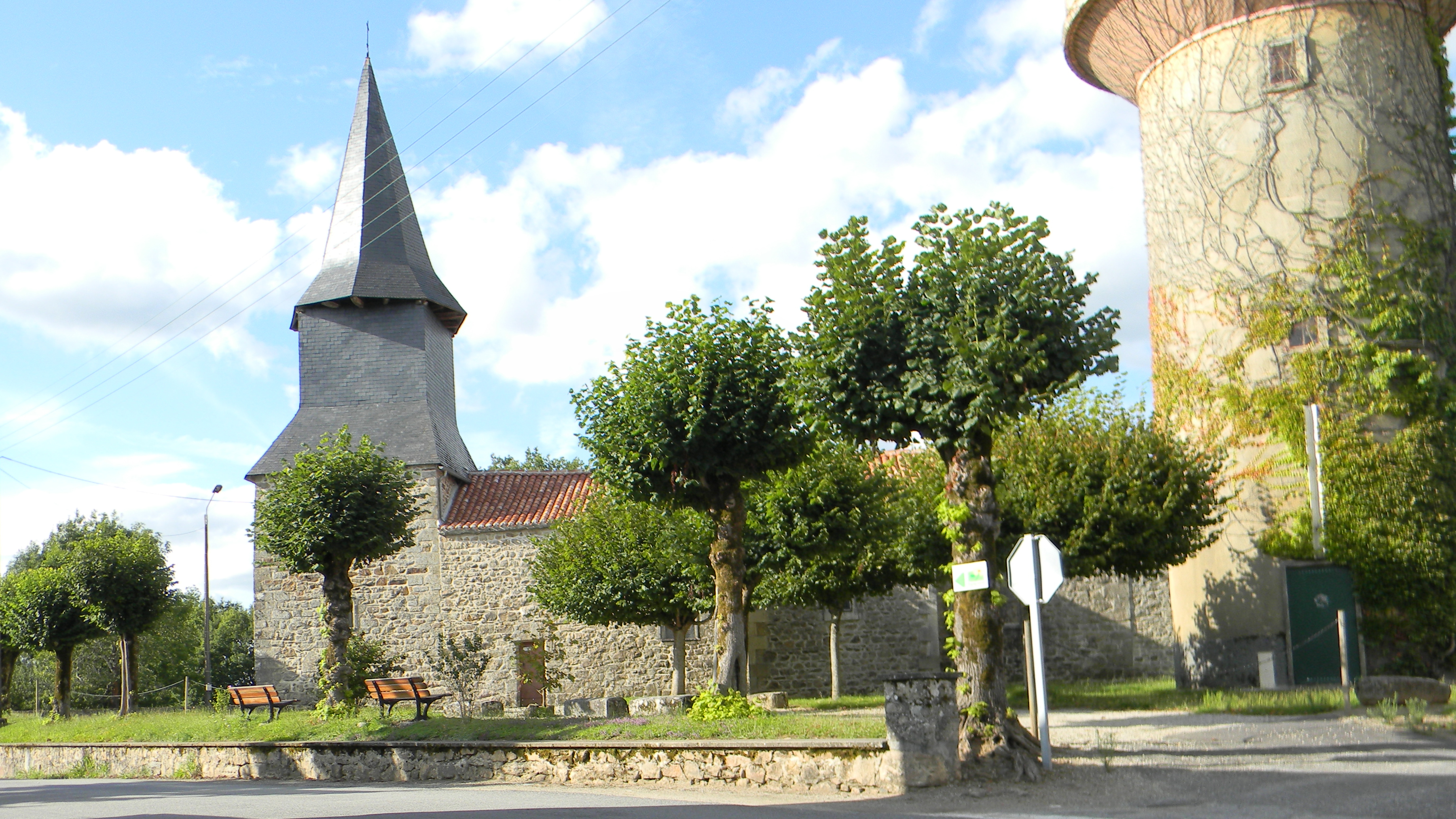
Kościół w Masléon (2014)

Masléon – miejscowość i gmina we Francji, w regionie Nowa Akwitania, w departamencie Haute-Vienne.
Według danych na rok 1990 gminę zamieszkiwały 312 osoby, a gęstość zaludnienia wynosiła 36 osób/km² (wśród 747 gmin Limousin Masléon plasuje się na 347. miejscu pod względem liczby ludności, natomiast pod względem powierzchni na miejscu 584.).

## Populacja

Populacja Masléon w latach 1962–2008